# Моторный, Иван Данилович
Иван Данилович Моторный (1889, село Сушки, Золотоношский уезд, Полтавская губерния, Российская империя — 1939) — советский военно-морской деятель, главный механик штаба Морских сил Каспийского моря, инженер-флагман 3-го ранга (1935).

## Биография
Родился в украинской семье. Его отец Даниил Деомидович Моторный (* около 1854 — † около 1935) был батраком в селе Сушки, служил в Российской императорской армии, а после переселения с семьёй в Золотоношу в 90-х годах 19 века — земским почтальоном, а мать Татьяна Францевна Моторная (* около 1863 — † 1945) была домохозяйкой. Отец происходил из старинного рода реестровых казаков (до Второй мировой войны в семье хранилась соответствующая старинная грамота), а мать — из семьи Гумелев, которая дала народу выдающегося украинского и российского индолога — академика АН СССР А. П. Баранникова (* 1890 — † 1952), двоюродного брата И. Д. Моторного. Младший брат А. Д. Моторный являлся крупным и известным геодезистом.
В 1917 студент-дипломант металлургического отделения Петроградского политехнического института. 27 мая 1917 зачислен гардемарином по механической части механического отделения Курсов гардемарин флота. С 13 июля по 31 октября 1917 в практических плаваниях на Черноморском флоте, на вспомогательном крейсере «Император Траян» и эскадренном миноносце «Быстрый», гидроавиастанции «Круглая бухта». 28 января 1918 отчислен из Курсов, назначен в распоряжение Главного управления личного состава флота и 10 мая 1918 объявлено, что окончил Курсы «с правом производства в мичманы». 4 июня 1918 приказом № 21 по классу гидрографов (единственный класс, оставшийся от закрытых Курсов), как окончивший механическое отделение, назначен на эсминец «Разящий» Балтийского флота. В 1918 старший механик эсминцев «Дельный» и «Сторожевой». В 1919 помощник инженер-механика Волжско-Каспийской военной флотилии. В 1920 помощник начальника Технического отдела, главный механик штаба Морских сил Каспийского моря. С 1922 в резерве командного состава. С 1923 инженер-механик и начальник технического отдела Бакинского военного порта. С 1929 начальник 6-го отдела Технического управления Управления ВМС РККА. С 25 апреля 1931 начальник 8-го сектора 2-го Управления УВМС. Со 2 сентября 1932 начальник 3-го сектора 7-го Управления УВМС. В 1935 помощник начальника 3-го/5-го отдела Инженерного Управления РККА. Умер в 1939. Похоронен на Новодевичьем кладбище в Москве.

### Семья
В семье Моторных родилось семеро детей — четыре брата и три сестры. Кроме Ивана это были Мария (* 1882 — † 1971), Николай (*? — †?), Елена (*? — † 1921), Андрей (* 1891 — † 1964), Надежда (* 1894 — † 1970) и Дмитрий (*? — † 1922).

### Звания
- Инженер-флагман 3-го ранга (25 ноября 1935)[1][2].